# Manuel Cortés Tallón
Manuel Cortés Tallón (Vilardevós, 1966) es un actor, escritor y guionista gallego.

## Trayectoria

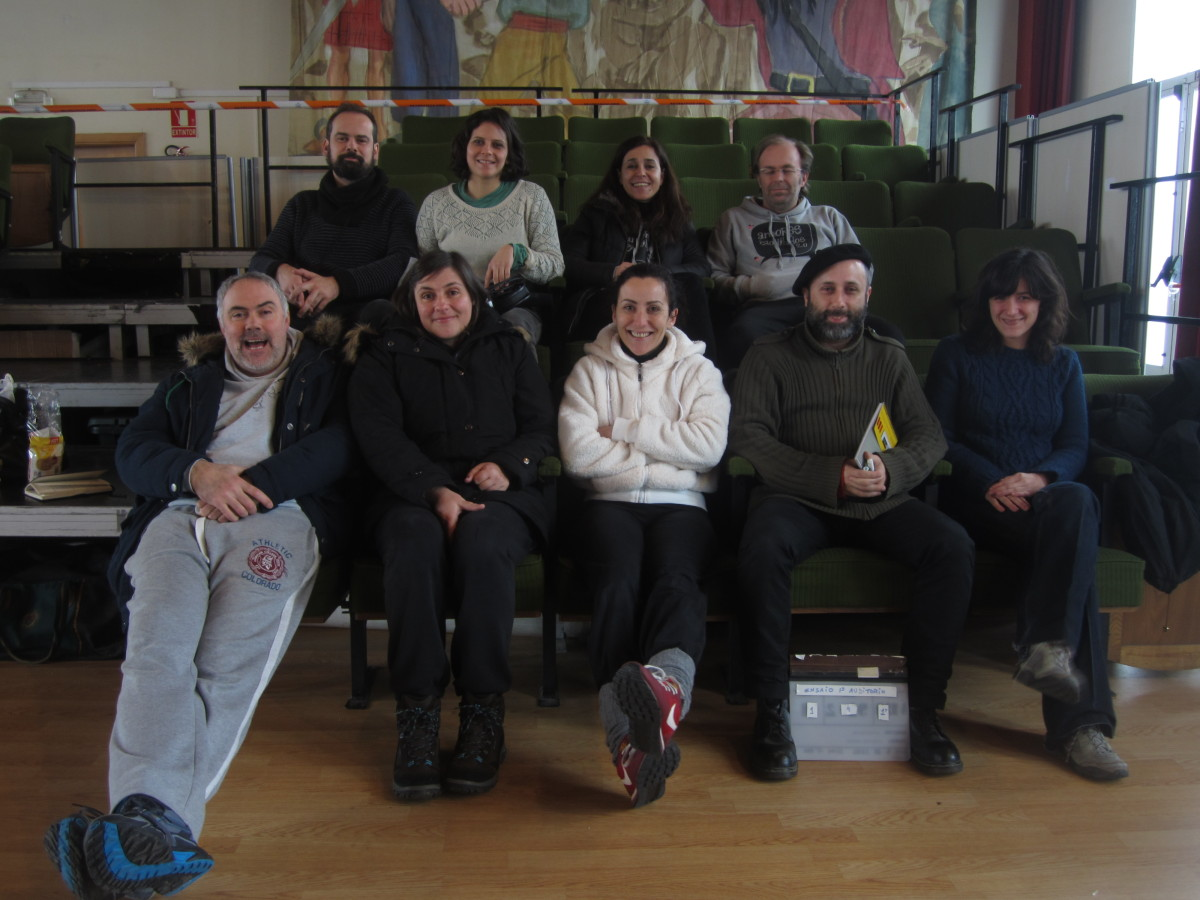
Manuel Cortés con el resto de integrantes del grupo de teatro Chévere.

Además de actor, es escritor, poeta, guionista y letrista musical. Fue miembro del grupo poético Ronseltz. Ingresó al grupo de teatro Chévere a principios de los noventa, y estuvo vinculado a la Sala Nasa. Participó en series de televisión y en pequeñas producciones cinematográficas gallegas, tanto como protagonista como personaje secundario.

## Trabajo literario

### Poesía
- A rutina é o deber de todas as criaturas, 1997, Positivas.

### Traducciones
- A magnitude da traxedia de Quim Monzó, 1991.
- Martes de Carnaval de Ramón María del Valle-Inclán (Las galas de los difuntos y La hija del capitán), 2017.

### Obras colectivas
- Polifonías II. Voces poéticas contra la violencia de género, 2007, Espiral Mayor.

## Filmografía

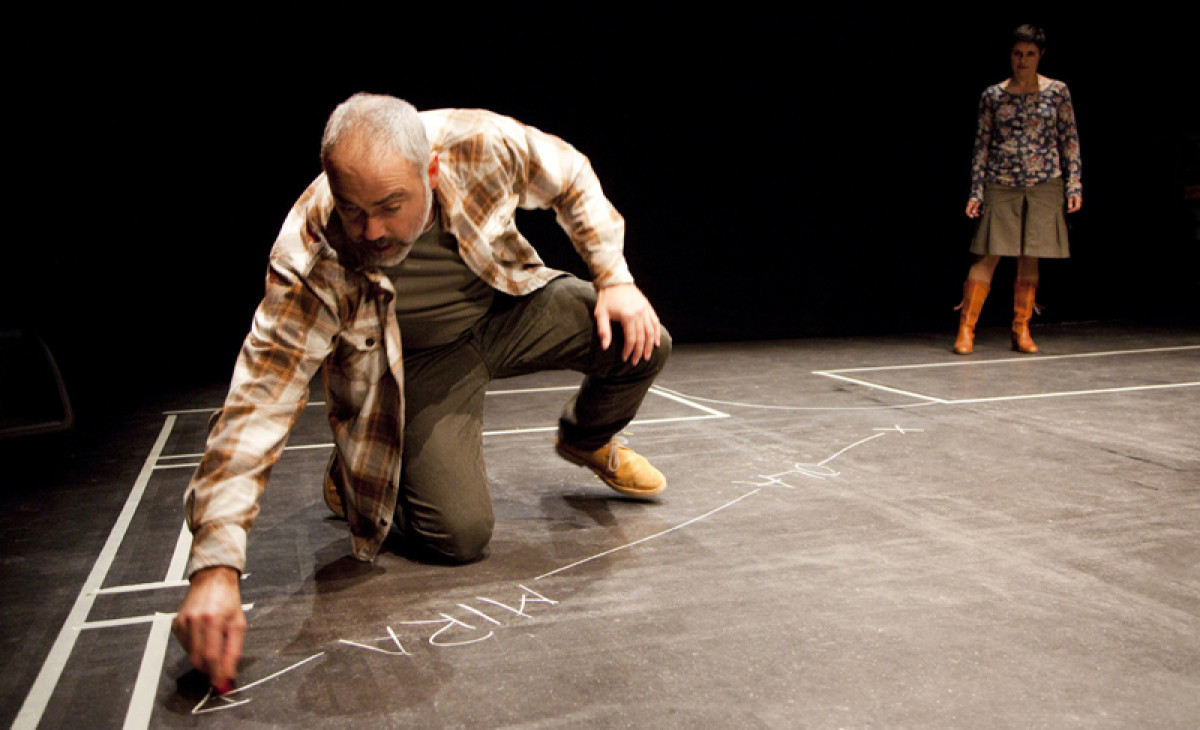
Una imagen de 'Citizen', obra estrenada por Chévere.

- Mareas vivas (2000). Como Alfredo. TVG.
- Os Crebinsky (2000). Curtametraxe.
- As leis de Celavella (2003). Como Paulo Veiga. TVG.
- Galatasaray-Dépor (2005).
- Coco e Bobo de paso pola realidade (2005). Como policía. Curtametraxe.
- Hai que botalos (2005). Segmento "En plan Galicia".
- Pepe o inglés (2005). Como Telmo Negreira. TVG.
- Terra de Miranda (2007). TVG.
- Pradolongo (2007).
- A vida por diante (2007). TVG.
- Rafael (2008).
- Un conto para Olivia (2008).
- Libro de familia (2008-2011). Como Pedro González. TVG.
- Air Galicia, (2009). TVG.
- O Nordés (2009).
- Crebinsky (2011).
- Sinbad (2011). Como Mansur.
- Matalobos (2012-2013). Como Capitán Ernesto Ferreiro. TVG.
- Vilamor (2012). Como Amador.
- Invasor (2012). Como enfermeiro.
- Escoba! (2013). TVG.
- Gran Hotel (2013). Como gobernador. Antena 3.
- O ouro do tempo (2013).
- Todos os santos (2013).
- Códice (2014). Como Mujico. TVG.
- El ministerio del tiempo (2015). TVE.
- Carlos, rey emperador (2015). Como cardeal Campeggio.
- Os fillos do sol (2017). Como Degó Varela.
- O sabor das margaridas (2018). Como Xavier. TVG.
- Auga seca (2020). Como Nicasio. TVG - RTP.